# Meistriliiga de 2013
Meistriliiga de 2013 (conhecido como A. Le Coq Premium Liiga, por motivos de patrocínio) foi a 23.ª edição da Meistriliiga. A competição teve início em 2 de março, e teve como o campeão a equipe do FC Levadia Tallinn.

## Equipes
Apesar do Tammeka ter terminado na última posição em 2012, a equipe permaneceu na primeira divisão devido a dissolução do Viljandi.
| Equipe          | Localização | Estádio             | Capacidade |
| --------------- | ----------- | ------------------- | ---------- |
| Flora           | Tallinn     | A. Le Coq Arena     | 9.692      |
| Infonet         | Tallinn     | Sportland Arena     | 540        |
| Kuressaare      | Kuressaare  | Linnastaadion       | 2.000      |
| Levadia Tallinn | Tallinn     | Maarjamäe Stadium   | 1.000      |
| Narva Trans     | Narva       | Kreenholmi Stadium  | 3.000      |
| Nõmme Kalju     | Tallinn     | Kadriorg Stadium    | 5.000      |
| Paide           | Paide       | ÜG Stadium          | 368        |
| Sillamäe Kalev  | Sillamäe    | Kalevi Stadium      | 800        |
| Tallinna Kalev  | Tallinn     | Kalevi Keskstaadion | 11.500     |
| Tammeka         | Tartu       | Tamme Stadium       | 1.750      |

## Classificação geral
| Meistriliiga de 2013 | Meistriliiga de 2013 | Meistriliiga de 2013 | Meistriliiga de 2013 | Meistriliiga de 2013 | Meistriliiga de 2013 | Meistriliiga de 2013 | Meistriliiga de 2013 | Meistriliiga de 2013 | Meistriliiga de 2013 | Meistriliiga de 2013 | Meistriliiga de 2013                              |
| Pos                  | Equipes              | Pts                  | J                    | V                    | E                    | D                    | GM                   | GS                   | SG                   | %                    | Classificação ou rebaixamento                     |
| -------------------- | -------------------- | -------------------- | -------------------- | -------------------- | -------------------- | -------------------- | -------------------- | -------------------- | -------------------- | -------------------- | ------------------------------------------------- |
| 1                    | Levadia Tallinn      | 91                   | 36                   | 30                   | 1                    | 5                    | 69                   | 24                   | +45                  | 84,3                 | Play-offs da Liga dos Campeões da UEFA de 2014–15 |
| 2                    | Nõmme Kalju          | 84                   | 36                   | 26                   | 6                    | 4                    | 78                   | 23                   | +55                  | 77,8                 | Play-offs da Liga Europa da UEFA de 2014–15       |
| 3                    | Sillamäe Kalev       | 75                   | 6                    | 23                   | 6                    | 7                    | 75                   | 22                   | +53                  | 69,4                 | Play-offs da Liga Europa da UEFA de 2014–15       |
| 4                    | Flora                | 68                   | 36                   | 21                   | 5                    | 10                   | 83                   | 40                   | +43                  | 63,0                 |                                                   |
| 5                    | Paide                | 47                   | 36                   | 15                   | 2                    | 19                   | 43                   | 58                   | −15                  | 43,5                 |                                                   |
| 6                    | Infonet              | 38                   | 36                   | 10                   | 8                    | 18                   | 36                   | 56                   | −20                  | 35,2                 |                                                   |
| 7                    | Narva Trans          | 36                   | 36                   | 11                   | 3                    | 22                   | 39                   | 55                   | −16                  | 33,3                 |                                                   |
| 8                    | Tallinna Kalev       | 34                   | 36                   | 10                   | 4                    | 22                   | 35                   | 77                   | −42                  | 31,5                 |                                                   |
| 9                    | Tammeka              | 21                   | 36                   | 8                    | 8                    | 20                   | 30                   | 68                   | −38                  | 29,6                 | Play-off de Rebaixamento                          |
| 10                   | Kuressaare           | 11                   | 36                   | 2                    | 5                    | 29                   | 22                   | 87                   | −65                  | 10,2                 | Zona de rebaixamento à Esiliiga em 2014           |

### Premiação
| Campeão                      |
| ---------------------------- |
| Levadia Tallinn (8.° título) |

## Play-off
| 17 de novembro    | Tarvas | 1 — 2 | Tammeka | Rakvere |
| 13:00 EET (UTC+2) |        |       |         |         |

| 23 de novembro    | Tammeka | 4 — 1 | Tarvas | Valga |
| 13:00 EET (UTC+2) |         |       |        |       |